# ...For Victory
...For Victory is een muziekalbum van Bolt Thrower. Het werd in augustus (?) 1994 opgenomen in de Sawmills Studio en geproduceerd door Colin Richardson en Bolt Thrower. De drums werden echter elders opgenomen. Het album werd in 1994 uitgebracht door Earache Records: Mosh 120. Een gelimiteerde uitgave bevat een live-cd getiteld War.

## Tracklijst
1. "War"	1:16
2. "Remembrance"	3:42
3. "When Glory Beckons"	3:59
4. "...For Victory"	4:50
5. "Graven Image"	3:59
6. "Lest We Forget"	4:37
7. "Silent Demise"	3:54
8. "Forever Fallen"	3:47
9. "Tank (Mk.I)"	4:15
10. "Armageddon Bound"	5:13

Totale duur: 39:35

## Artiesten
- Karl Willetts: zang
- Gavin Ward: gitaar
- Barry Thompson: gitaar
- Andrew Whale: drums
- Jo Bench: bas